# Horno (Białoruś)
Horno, Górna, Horna (biał. Горна; ros. Горно) – wieś na Białorusi, w obwodzie grodzieńskim, w rejonie zelwieńskim, w sielsowiecie Karolin.
W dwudziestoleciu międzywojennym miejscowość leżała w Polsce, w województwie białostockim, w powiecie wołkowyskim, w gminie Zelwa. 16 października 1933 utworzyła gromadę Horno w gminie Zelwa. Po II wojnie światowej weszła w struktury ZSRR.
Zobacz też: Żerno (okolica)